# 鳥籠經濟
鸟笼经济，即有限制的开放，1980年由中共元老陈云提出。

## 概述
在当时中共中央正进行着邓小平、陈云两大派系的剧烈斗争，邓氏坚持一个中心和改革开放的政策理念——他认为党的中心工作应该是坚持经济建设这个中心和全面开放政策；邓氏还坚持“猫论”观点——不管白猫黑猫，能逮老鼠就是好猫；邓主张搞特区要进一步吸收外资，引进国外先进技术和经验，增加更多的三资企业。。
当时邓小平的政策理念却遭到陈云的抗争；陈云批評邓所设立的经济特区有機會帶來開放過度會被資本過份衝擊的問題 。邓是主张全面开放，而陈则主张“鸟笼经济”。因为在当时，中国的经济是开放初期，曾经出现一放就乱，一管就死的情况，所以陈云就提出了他的“鸟笼经济”政策。陈云就是想让经济在一定的范围开放，不能全面开放，他認為若對外開放的話，資本主義便有如洪水猛獸般滾滾而來，社會主義的經濟是無法招架。邓小平则持相反的意见，他主张全面开放的大经济政策。但事實上後來鄧小平提出「我們是計劃經濟為主，也結合市場經濟」也很明顯受到陳雲的經濟理論影響。

## 扩展阅读
- 对陈云“鸟笼经济”说的再认识 （页面存档备份，存于）